# ألم مائي
الأَلم المائي أَو الوَجع المائي (بالإنجليزية: Aquadynia)‏ هوَ أحد أنواع الحكة مائية المنشأ والذي يتميز بألم حارق واسع المدى يَستمر من 15 إلى 45 دقيقة بَعد التعرض للمياه.:56